# 御用邸
御用邸（ごようてい）とは、天皇・皇后・皇太子や皇女、皇太后の別荘である。年に数回、静養を兼ねて避暑や避寒で訪れる。宮内庁の定義では、一定規模の建造物と敷地を有するものを離宮とし、小規模のものを御用邸と称している。

## 御用邸の役割
幕末から明治にかけて天皇家の子供たちの夭折があまりにも多いことから1883年（明治16年）に侍医らが連名で改善案をまとめた上申書を提出し、その中に避暑のための離宮の建設があったことから、箱根離宮とともに日光山内御用邸が建設された。しかし、明治天皇自身は脚気に悩みながらもこれらを一度も利用しなかった。
皇后や東宮（嘉仁親王、後の大正天皇）は他の人と同じ施設を同時期に利用することはしないため、明治期は皇女ごとに御用邸が創設されたが、皇女の結婚後は不要となり関東大震災後に廃止された。御用邸内でも一人に一棟の御殿（付属邸）を用意する方法は、嘉仁親王の皇子にも引き継がれ、嘉仁親王の成長に合わせ、避暑・避寒などの医学的な見地による私的生活空間から執務室など公的な機能を加えた小さな皇居へと役割も変わった。
御用邸は一見質素に見えつつも、和風建築として最高の材料と技術で造られている。継続的なメンテナンスを行うため、御用邸の周囲にはその技術を持つ職人が集積していた。例えば葉山町の守谷表具店は、戦前より葉山御用邸の襖や障子のメンテナンスを担当している。

## 現存する御用邸
那須御用邸（）
栃木県那須郡那須町（北緯37度5分16.7秒 東経140度1分25.2秒 / 北緯37.087972度 東経140.023667度）
1926年（大正15年 / 昭和元年）設置 -
主に8月 - 9月に訪れている。
那須湯本温泉近くに位置し、東京ドーム142個分、皇居の6倍近い広大な敷地である。
設置当時から戦前までは9ホールのハーフゴルフコースが造成され、静養に訪れた裕仁と良子がプレイしていた。
本邸は1926年7月、付属邸は1935年（昭和10年）完成。休憩所の嚶鳴（）亭もある。
1998年（平成10年）に本邸の耐震補強工事実施。付属邸は耐震には問題ないため特に実施せず。
2008年（平成20年）には天皇明仁・皇后美智子の意向を受け、初めて秋の時期（10月24日 - 27日）に訪れた。
2011年（平成23年）には、同年3月11日に発生した東日本大震災により、福島県から避難した被災者に対し、風呂などの一部施設を明仁・美智子の意向により開放した。
豊かな自然環境を保護しつつ、国民が自然に直接ふれあえる場として活用してはどうかという明仁の意向を受けて、2007年（平成19年）に御用邸敷地の約半分の570ヘクタールが宮内庁から環境省に移管され、一般開放に向けて自然環境のモニタリング調査や、フィールドセンター等の施設整備や遊歩道などの整備が進められ、2011年（平成23年）5月22日、明仁の「天皇陛下御在位20年」という節目の機会に日光国立公園那須平成の森として開園した。
新型コロナウイルス感染症 (2019年)の流行により那須御用邸での静養は自粛していたが2023年8月に4年ぶりに徳仁一家が利用した。
2023年（令和5年）、エアコンが設置された。
葉山御用邸（）
神奈川県三浦郡葉山町（北緯35度15分40.7秒 東経139度34分41.4秒 / 北緯35.261306度 東経139.578167度）
1894年（明治27年）設置 -
主に2月 - 3月に訪れている。大正天皇が崩御した所である。
1894年（明治27年）着工。嘉仁親王は幼小時健康が優れず、侍医のエルヴィン・フォン・ベルツが葉山を保養地として勧めたという。1916年（大正5年）公的な建物増設。
1926年（大正15年）12月25日、大正天皇の崩御に伴い、皇太子裕仁親王が践祚した。葉山御用邸に隣接する場所には裕仁親王践祚記念碑が設置されている。
1950年（昭和25年）、附属地の一部2600坪が用途廃止。
1971年（昭和46年）に建物が焼失（葉山御用邸放火事件）したが、1981年（昭和56年）に再建された。昭和天皇が皇位継承した付属邸内「践祚の間」は付属邸の解体に際し現在の御用邸本邸に移築されている。
1987年（昭和62年）に付属邸跡地が葉山しおさい公園として開園した。公園内のしおさい博物館には焼失を免れた内玄関の御車寄が移築されていて、昭和天皇の採集した生物の標本などが展示されている。
葉山は、横須賀港から直接訪れる事が可能だったことから、海軍に属していた東伏見宮依仁親王などが葉山に別邸を建設し、最盛期には御用邸を含めて五家の皇族別邸が立ち並んだ。
須崎御用邸（）
静岡県下田市須崎（北緯34度40分6.9秒 東経138度58分32.1秒 / 北緯34.668583度 東経138.975583度）
1971年（昭和46年）設置 -
主に7月 - 8月に訪れている。
廃止した沼津御用邸の代わりとして、かつての三井財閥の別荘の敷地を、日本国政府が買い取り御用邸にした。
本邸は海岸から少し上がった場所に鉄筋コンクリート造の平屋と地下室があり邸内には海洋生物研究用の研究室もある。本邸から少し坂を下った場所にある1934年（昭和9年）建設の三井家別荘を増改築したスペイン風の建物（地上2階、地下1階）を附属邸としている。御用邸敷地内には、昭和天皇が好んだパッション・ジュース用の柑橘園や、プライベートビーチがある。

## かつて存在した御用邸

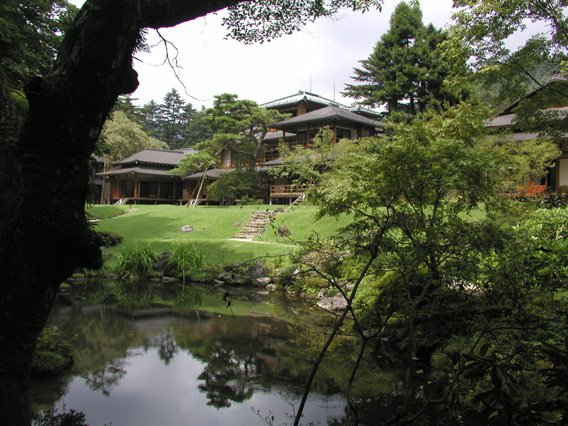
日光田母沢御用邸記念公園

1930年（昭和5年）、宮内省は離宮、御用邸の整理計画を策定。名古屋城のほか、武庫離宮、静岡御用邸、熱海御用邸、鎌倉御用邸、小田原御用邸、宮ノ下御用邸の廃止が打ち出されたが、実際の廃止時期にはばらつきが出た。
横浜御用邸（伊勢山離宮）

神奈川県横浜市（北緯35度27分4.54秒 東経139度37分37.20秒 / 北緯35.4512611度 東経139.6270000度）
1875年（明治8年）5月24日設置 - 1885年（明治18年）2月25日廃止
横浜港から船舶利用時の休憩所として、三井組所有の家屋を神奈川県が買取したのを宮内省に引き渡され、当初は伊勢山離宮と命名されたが規模が小さいので、1881年（明治14年）横浜御用邸に改称。（新）横浜御用邸整備後の1885年に役割を終えて神奈川県知事に払い下げ。
（新）横浜御用邸
神奈川県横浜市
1884年（明治17年）、横浜港の海軍東海鎮守府が横須賀に移転し跡地を宮内省管理として御用邸化。1907年（明治40年）廃止となり御殿は周布公平へ、土地と残りの建物は翌年に帝室林野管理局へ引き渡し。伊勢山皇大神宮隣接地。

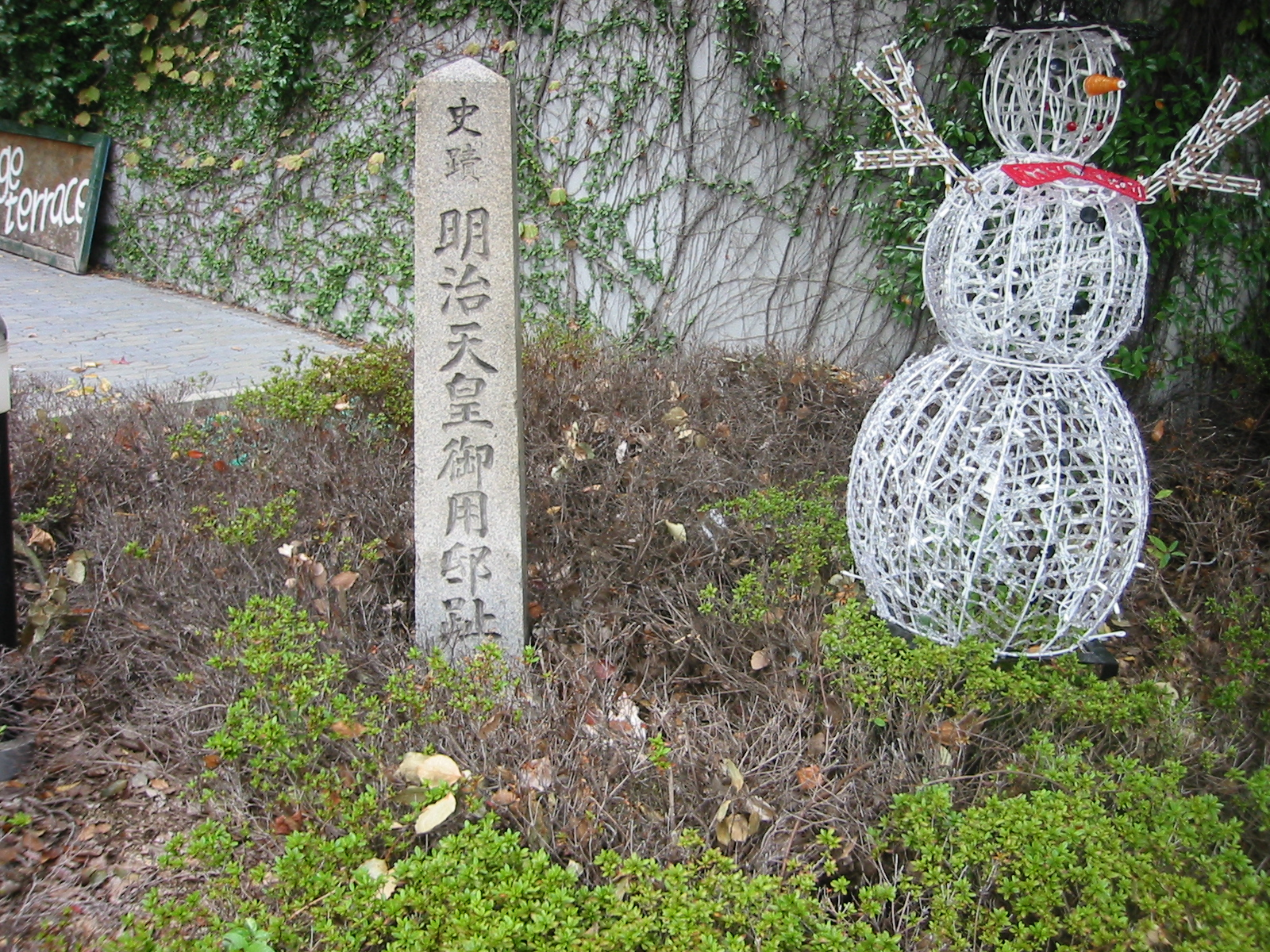
神戸御用邸跡の石碑

神戸御用邸

兵庫県神戸市（北緯34度40分51.72秒 東経135度10分56.64秒 / 北緯34.6810333度 東経135.1824000度）
1886年（明治19年）8月25日設置 - 1907年（明治40年）廃止
行在所でもあった專崎彌五平邸を買い上げ御用邸とした。静養地としての御用邸より宿泊休憩地として使われた。宇治川河口にあり宇治川御用邸ともいわれた。1897年（明治30年）に改築する計画ができ礎石工事が行われたが中止され資材は静岡御用邸に転用。1907年（明治40年）東京倉庫に払い下げ。跡地は神戸ハーバーランドの一部。
熱海御用邸
静岡県熱海市（北緯35度5分46秒 東経139度4分18秒 / 北緯35.09611度 東経139.07167度）
1888年（明治21年）設置 - 1928年（昭和3年）廃止
嘉仁親王の避寒用として使われた。1936年（昭和11年）から「逍遥先生記念熱海図書館」に。1950年（昭和25年）の熱海大火で焼失。敷地は熱海市役所に払い下げ。
伊香保御用邸
群馬県伊香保町（北緯36度29分48秒 東経138度55分6秒 / 北緯36.49667度 東経138.91833度）
1890年（明治23年）設置 - 1945年（昭和20年）廃止
1952年（昭和27年）焼失。跡地は群馬大学伊香保研修所となり、沓脱石が玄関に残されている。
日光御用邸
栃木県日光市（北緯36度45分16秒 東経139度35分57秒 / 北緯36.75444度 東経139.59917度）
1890年（明治23年）設置 - 1945年（昭和20年）廃止
山内（）御用邸とも。昌子内親王と房子内親王用として、日光東照宮迎賓館「朝暘館」を買い上げた。太平洋戦争中は正仁親王の疎開先として使われた。廃止後は栃木県が無償で借り受け外国人用ホテルや博物館として使用、1960年（昭和35年）に二社一寺に払い下げられ、現在まで輪王寺本坊として現存。

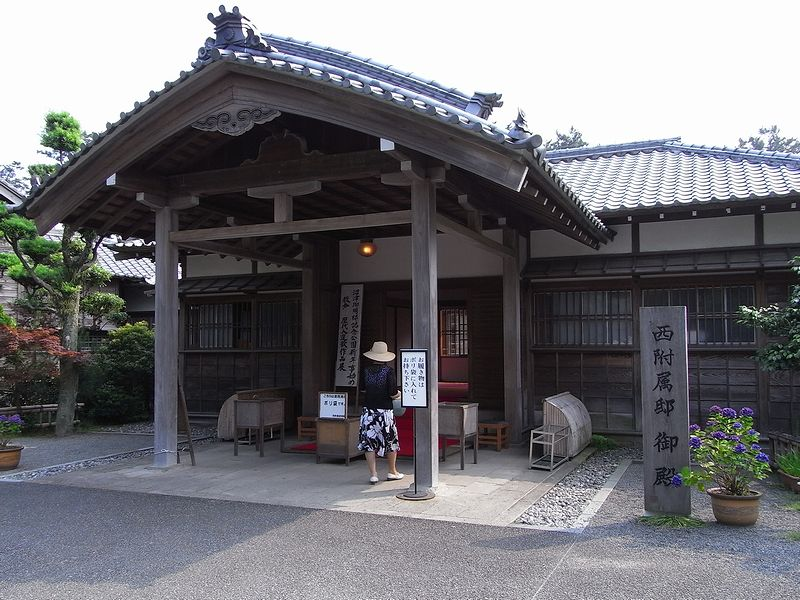
沼津御用邸記念公園西附属邸の車寄（2008年6月17日撮影）

沼津御用邸

静岡県沼津市（北緯35度4分17秒 東経138度52分23秒 / 北緯35.07139度 東経138.87306度）
1893年（明治26年）設置 - 1969年（昭和44年）廃止
嘉仁親王用として設置され、後に昭和天皇が毎年冬に使用し、太平洋戦争後は貞明皇后が西付属邸に長期間滞在した。設置当時は御座所と御学問所を兼ねる1棟と玄関棟のみの小規模な構成で、2年後の1895年（明治28年）に新御座所と女官棟が造設、1900年（明治33年）の嘉仁親王の結婚の翌年には、洋館の御書斎と御食堂（設計は片山東熊）が建てられ、旧御座所は東宮妃の御座所とされた。1945年（昭和20年）の沼津大空襲で本邸を焼失。現在の沼津御用邸記念公園。西附属邸と東附属邸が現存。
宮ノ下御用邸
神奈川県足柄下郡箱根町（北緯35度14分42.42秒 東経139度3分30.37秒 / 北緯35.2451167度 東経139.0584361度）
1895年（明治28年）設置 - 1946年（昭和21年）廃止
允子内親王および聡子内親王用として使われ、後に高松宮家別邸。1946年（昭和21年）富士屋ホテルに払い下げ、主要部のみ残し、現在は同ホテル別館「菊華荘」。
高輪南町御用邸
東京都港区（北緯35度37分47秒 東経139度44分9秒 / 北緯35.62972度 東経139.73583度）
1898年（明治31）設置 - 1945年（昭和20年）廃止
後藤象二郎旧邸を買い上げ、宮家の御仮寓所として朝香宮家、東久邇宮家などが使用。戦後、解体され、土地の一部を京浜急行電鉄が取得し、1971年（昭和46年）「ホテル・パシフィック東京」が開業（2010年閉業）。
田母沢御用邸

栃木県日光市（北緯36度45分9秒 東経139度35分29秒 / 北緯36.75250度 東経139.59139度）
1899年（明治32年）設置 - 1945年（昭和20年）廃止
嘉仁親王用として使われた。廃止後は物納され大蔵省関東財務局の管理下に。日光御用邸とともに栃木県が借り受け、修学旅行用の宿泊施設兼博物館として使用。2000年（平成12年）、修復工事を経て日光田母沢御用邸記念公園として一般公開。2003年（平成15年）国の重要文化財に指定。
近くに北白川宮と竹田宮が別邸を構えていた。
鎌倉御用邸
神奈川県鎌倉市（北緯35度19分8秒 東経139度32分49秒 / 北緯35.31889度 東経139.54694度）
1899年（明治32年）設置 - 1931年（昭和6年）廃止
允子内親王および聡子内親王用として使われた。1923年（大正12年）の関東大震災で大破し解体され、跡地は鎌倉市立御成小学校、鎌倉市役所、鎌倉市中央図書館。冠木門のみ現存。
静岡御用邸
静岡県静岡市（北緯34度58分30秒 東経138度22分58秒 / 北緯34.97500度 東経138.38278度）
1900年（明治33年）設置 - 1930年（昭和5年）廃止
1945年（昭和20年）静岡大空襲で焼失。跡地は静岡市役所。
小田原御用邸
神奈川県小田原市（北緯35度15分3秒 東経139度9分23秒 / 北緯35.25083度 東経139.15639度）
1901年（明治34年）設置 - 1930年（昭和5年）廃止
昌子内親王および房子内親王用として、1901年（明治34年）設置。1923年（大正12年）の関東大震災で損壊し解体。小田原城二の丸に設けられる。常宮御座所は光明寺書院客殿として現存。
塩原御用邸
栃木県那須塩原市（北緯36度57分47秒 東経139度50分31秒 / 北緯36.96306度 東経139.84194度）
1904年（明治37年）設置 - 1946年（昭和21年）廃止
嘉仁親王用として使われた。廃止後は国立光明寮国立塩原視力障害センターとして2013年（平成25年）まで使用された。1981年（昭和56年）センターの整備拡充のためた天皇御座所が「塩原温泉天皇の間記念公園」へ移築され現存。御用邸跡地には防空壕跡と冠木門のみ残る。
常盤松御用邸
東京都渋谷区（北緯35度39分27秒 東経139度42分45秒 / 北緯35.65750度 東経139.71250度）
1945年（昭和20年）設置 - 1964年（昭和39年）廃止
戦災で焼け残った東伏見宮妃周子の邸宅を、1945年（昭和20年）から皇族の共用殿邸として使用。1949年（昭和24年）から皇太子明仁親王の東宮仮御所、1964年（昭和39年）から現在まで常陸宮邸。

## 計画倒れの御用邸
初声御用邸（）
神奈川県三浦郡初声村（現在の三浦市）（北緯35度10分11.34秒 東経139度37分8.21秒 / 北緯35.1698167度 東経139.6189472度）
1928年（昭和3年）に昭和天皇がヒドロ虫の研究の為に海辺の御用邸を希望したため、御用邸を建設する計画が立てられたが、1929年（昭和4年）に世界恐慌が発生したため、建設の延期がされた。しかし1930年（昭和5年）に昭和恐慌が発生し、計画は立ち消えになった。光照寺の裏手が御用邸の建設予定地とされていて、三浦市道17号線は通称「御用邸道路」と名を残している。

## 御用邸における対応
第二次世界大戦後の1947年（昭和24年）、御用邸へ行幸啓する際の人員の見直しが行われ、供奉員は侍従長、侍従2人、侍医1人、女官長、女官1人、事務官2人、殿部仕人4人、内舎人1人等と大幅な削減が行われた。また、葉山御用邸の場合、神奈川県知事以下の県職員、地元の葉山町関係者の随行、参邸が行われていたが、これを遠慮することとした。